# Tonwertrichtigkeit
Als Tonwertrichtigkeit (engl. accuracy of color value) bezeichnet man die Eigenschaft von fotografischen Materialien, alle sichtbaren Anteile des Lichtspektrums in entsprechende Grauwerte oder Farben umzusetzen.

## Geschichte und Entwicklung
Eine vollwertige Tonwertrichtigkeit wurde 1902 mit der panchromatischen Sensibilisierung erreicht, eine Verbesserung gegenüber den älteren Verfahren erzielte jedoch bereits die orthochromatische Sensibilisierung ab 1873.